# Erechthias melanospila
Erechthias melanospila är en fjärilsart som beskrevs av Clarke 1971. Erechthias melanospila ingår i släktet Erechthias och familjen äkta malar. Inga underarter finns listade i Catalogue of Life.